# Parti société patriotique

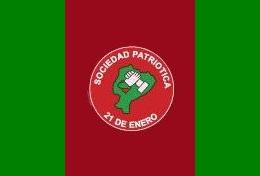
Drapeau du Parti société patriotique 21 janvier

Le Parti société patriotique, initialement le Parti société patriotique 21 janvier (en espagnol : Partido Sociedad Patriótica 21 de Enero) est un parti politique d'Équateur.

## Histoire
L'origine de ce parti remonte au coup d'État contre le président équatorien Jamil Mahuad le 21 janvier 2000 dont l'un des acteurs est Lucio Gutiérrez. Le parti est créé le 4 mars 2002 quand ce dernier décide de se présenter à l'élection présidentielle du 24 novembre suivant. Il est élu mais lors des élections législatives qui se tiennent le même jour, le PSP n'obtient que six sièges au Parlement.
Gutiérrez, destitué de la présidence en 2005, tente de revenir au pouvoir lors des élections du 15 octobre 2006, mais il est battu par Rafael Correa. Le PSP obtient cependant 24 sièges de députés sur 100. En 2006, Gilmar Gutiérrez, frère de Lucio, est élu président du parti.
En 2021, Gutiérrez lance sa quatrième campagne présidentielle où il apparaît en uniforme militaire en mettant l'accent sur le patriotisme. Cependant, il n'obtient que 1,78 % des suffrages, alors qu'aux élections législatives, le PSP n'obtient qu'un seul siège (via une alliance électorale), dans la province de Napo, son dernier bastion politique.
Au second tour, Gutiérrez et le PSP apportent leur soutien à la candidature de Guillermo Lasso, qui est élu. Après les élections, le PSP fait partie de l'alliance gouvernementale.